# لیورمور (آیووا)
لیورمور (به انگلیسی: Livermore) شهری در ایالت آیووا کشور ایالات متحده آمریکا است که جمعیت آن در سرشماری سال ۲۰۱۰ میلادی، ۳۸۴ نفر بوده‌است.